# Jehane Noujaim

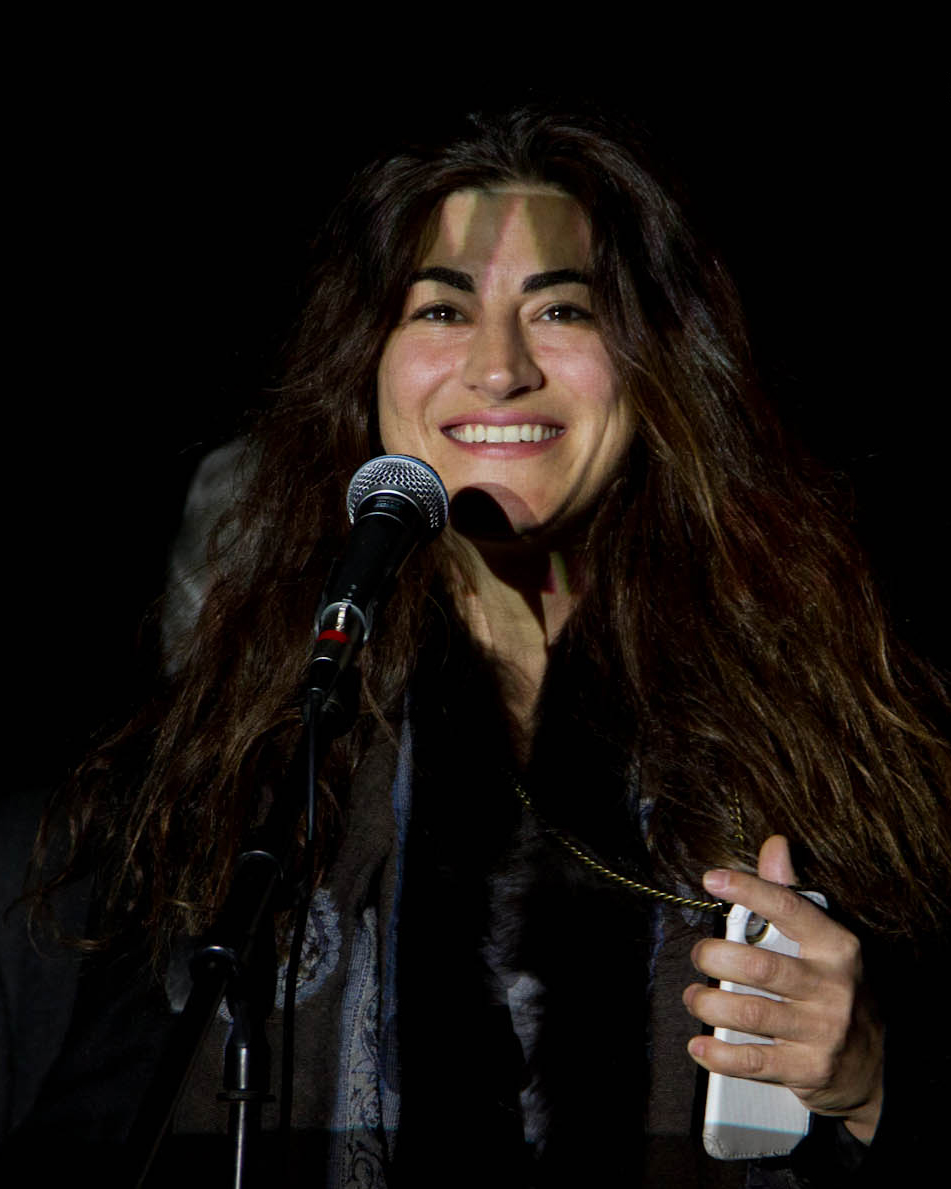
Jehane Noujaim, 2014

Jehane Noujaim (arabisch چيهان نچيم Tschihan Nutschaim‎; * 17. Mai 1974 in Kairo, Ägypten) ist eine US-amerikanische Regisseurin von Dokumentarfilmen. Zu ihren bekanntesten Werken gehören Control Room, The Square, Startup.com und Pangea Day.

## Leben
Noujaim ist die Tochter eines ägyptisch-libanesisch-syrischen Vaters und einer amerikanischen Mutter. Sie wuchs in Kuwait und in Kairo auf und zog 1990 nach Boston.
Sie besuchte dort die renommierte Milton Academy (Abschluss 1992) und studierte anschließend an der Harvard University Bildende Kunst und Philosophie. Noch vor ihrem magna cum laude Abschluss gewann Noujaim 1996 ein Stipendium, mit dem sie den arabischen Film Mokattam drehte, über ein Müll sammelndes Dorf in der Nähe von Kairo.
Sie arbeitete zunächst für MTV und drehte dann Startup.com zusammen mit Pennebaker Hegedus Films. Der Film erhielt mehrere Auszeichnungen, darunter die DGA und IDA-Preise für den besten Dokumentarfilm.
Ihr Film Control Room dokumentiert das United States Central Command und seine Beziehungen zu Al Jazeera und anderen Massenmedien die über den Einmarsch in den Irak 2003 berichteten. 2013 erschien The Square über die Revolution in Ägypten 2011. Für diesen Film erhielt sie Oscar-Nominierung in der Kategorie bester Dokumentarfilm.